# 456 أبنوبا
أبنوبا هو الكويكب رقم 456 الذي تم اكتشافه من قِبل عالم الفلك ماكس ولف من مرصد هايدلبرغ وكان ذلك في 4 يونيو من عام 1900 في ألمانيا.